# Musée national du judaïsme italien et de la Shoah
Le Musée national du judaïsme italien et de la Shoah (MEIS Museo Nazionale dell'Ebraismo Italiano e della Shoah) ouvre ses portes le 13 décembre 2017 à Ferrare, dans la province de Ferrare en Émilie-Romagne. Il couvre 2000 ans d'histoire juive en Italie.

## Histoire
Le MEIS (Museo Nazionale dell'Ebraismo Italiano e della Shoah) ouvre ses portes le 13 décembre 2017, à Ferrare dans la province de Ferrare en Émilie-Romagne,.
Ferrare est située dans le nord-est de l'Italie entre Bologne et Venise. La communauté juive de Ferrare remonte au haut Moyen-Âge.